# オオカミの桃
オオカミの桃（オオカミのもも）は、北海道鷹栖町で製造・販売されているトマトジュース。鷹栖町では良質のトマトが豊富に栽培されていることから、鷹栖町民の健康対策や野菜不足対策を目的として、農家での余剰分のトマトを活用することで、1981年（昭和56年）に製造された。本来は鷹栖町民の間で愛飲されていたものだが、人気の向上から量産体制が整備され、1986年（昭和61年）に市販品として生産が開始された。鷹栖町や北海道のみならず、北海道外にも人気を得ている商品である。

## 開発の経緯
1977年（昭和52年）、鷹栖町での総合検診に合わせ、2000人を対象に食生活調査が実施された。5年後にその調査の受診者の内、高血圧や心臓病を患った人々の調査結果を確認したところ、ビタミンAとビタミンCの摂取量が極端に少ないことが確認された。 
幸いにも鷹栖町内では、トマトが豊富に栽培されていた。鷹栖町は北海道の中央部に位置し、日照時間が長いためにトマトの栽培に適している。さらに鷹栖は昼夜の温度差が大きいために、鷹栖のトマトにはビタミンAとビタミンCが豊富に含まれている。しかも当時は、食べきれない完熟トマトが農地に放棄されており、せっかく育てたトマトを腐らせてしまうことすら多い状態であった。
そこで余剰分のトマトを、新鮮な内にトマトジュースに加工して保存することが考案された。健康対策と資源の有用活用が結びついたのである。冬季の野菜不足対策の意味もあり、当時は鷹栖の町立病院が赤字で廃止に陥っており、町民たちが病気予防と健康管理に努めようと議論していたことも、開発の背景にあった。かつては稲作中心だった鷹栖町に対して農産物の付加価値を高め、町民の健康づくりにも役立つような特産物を作りたい、との狙いもあった。
1981年（昭和56年）、鷹栖町内の北斗地区の旧公民館を改装して農産物加工の簡易施設が作られ、町民たちが自家用のトマトを持ち寄ってジュースに加工し、自宅での愛用を始めた。当時はあくまで、鷹栖町民のための健康飲料という位置づけであった。
翌々年の1983年（昭和58年）、当時の一村一品運動に関連して、北海道全域から212市町村が参加する北海道第1回ニューフロンティアフェスティバルが開催された。このトマトジュースを同フェスティバルへ出品するにあたってネーミングを募集した結果、当時の鷹栖町の栄養士である手島哲子（現・北海道文教大学栄養学科講師）の発案により、「オオカミの桃」に決定した。この名は、トマトの学名（シノニム）である Lycopersicon esculentum（リコペルシコン・エスクレントゥム：ラテン語）を日本語に直訳すると「食べられるオオカミの桃」となることに由来する。この名前に対しては反対の声も多かったものの、当時の町長である小林勝彦は「変な名前だが、おもしろそうだ。これでいこう、と思い切って決めた」という。この名称は後年、小林勝彦の著書『オオカミの桃の里に生きる』の題名にも採用された。
このフェスティバルの効果や、鷹栖町民がおすそ分けとして町外にジュースを配っている内に口コミが広まり、消費者からの問合せや、流通業界からの要請などもあり、1984年（昭和59年）、鷹栖町と町内二農協が出資した鷹栖町農業振興公社が設立され、量産体制が整えられた。新たな加工場も建設され、第3セクター方式による生産体制が確立された、1986年（昭和61年）に、本格的な生産が開始された。
後述のように北海道内外で人気を博した一方で、2010年代には鷹栖町内のトマト生産農家の減少に伴って、原料であるトマトの調達の減少がジュース生産量にも影響を及ぼしていることから、鷹栖町では2011年度から、ビニールハウスの新設や改修費用の補助など、原料トマトの生産拡大策を進めている。2020年代以降の頃には、農家の高齢化や水稲面積の拡大によってトマトの生産量がさらに減少しており、作業負担の割に利幅が薄く、農家にとっては魅力に欠けるとの声も聞かれる。そのために鷹栖町では特産品の維持のために、システムを活用した複合経営を生産者に促すことで、増産が図られている。

## 特徴

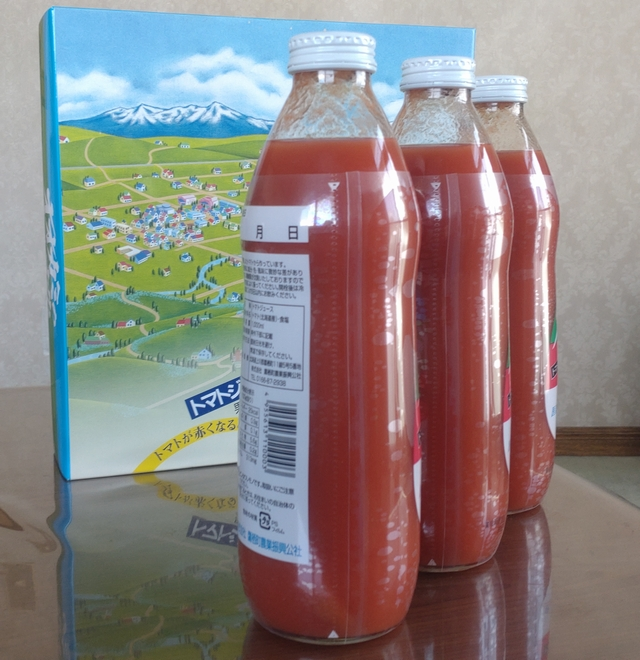
有塩タイプ

トマトをただ煮込むという、シンプルな作り方のトマトジュースである。朝の内に収穫したトマトを、その日の内に加工して作られており、収穫してから数時間後に瓶詰めされる新鮮さを売りとしている。原料は加工用トマトでなく、生食用の完熟トマトが使用されている。樹上完熟させたトマトのみを使用することから、出荷基準も徹底されている。オオカミの桃に用いられるトマトは原則としてジュース原料のみに用いられ、果実ではほぼ市場に出回らず、また形が歪な規格外トマトを使用しない、などの点にも拘られている。
塩分は、市販のトマトジュースの約半分の0.3パーセントに抑えられている。その塩も、北海道稚内市で採取される海塩「宗谷の塩」に拘っている。その他の防腐剤などの添加物は、一切使用されていない。2000年（平成12年）からは、トマト自体の味をいかすための食塩無添加タイプも投入されている。
トマトの収穫期間は7月上旬から10月上旬までのために、オオカミの桃の製造期間もこの3ヶ月に集中し、収穫の最盛期にはほぼ毎日、ジュース加工がおこなわれる。翌年のトマトの収穫時期まで1年間の保存が可能であり、年間を通じてトマトによる健康管理が可能であることがアピールされている。
見た目は濃厚だが、味わいはそれに反して淡白な軽さであり、ほど良い塩気により素材自体の甘さが引き立てられている。この味を一定に保つために、容器は瓶詰めのみ。瓶のサイズは、冬季に外出もままならない鷹栖の家族が皆で飲むサイズとして、1リットルに定められている。トマトに含まれているリコピンにより、生活習慣病への効果も期待されている。
鷹栖町内の他に、札幌市の北海道産品セレクトショップであるきたキッチンや、東急百貨店地下食料品売場、東京都内のスーパーマーケットなどや、通信販売でも購入が可能である。  

## 反響
開発当初は、栄養に富む手作りの自然食品であることから、家庭の健康づくりに直結するとして、鷹栖町内の各家庭で広く飲用された。1983年、先述のニューフロンティア・フェスティバルに出品したところ、味に加えてそのネーミングの奇抜さから、ランク2位という高評価を得た。
本格的な量産後、1988年（昭和63年）8月に東京都の三越新宿店で開催された「たかす町フェア」では目玉商品とされ、三越新宿店からは「甘みがあり、喉越しが良い」、試飲した来客からも「大手メーカー品より美味しい」と評判を呼び、用意された品はほぼ完売した。同1988年8月には、三越の企画によるカタログ販売の一貫として、「オオカミの桃」のコマーシャルが首都圏を中心として放映され、わずか1回のスポット広告にもかかわらず、6個入りのセットが1500セットも注文が舞い込んだ。
同1988年には、鷹栖郵便局がゆうパックでオオカミの桃を売り出し、この冬のみで千件以上の注文があった。翌1989年（昭和64年）には、発売当初は8000リットル足らずだった生産量が30万リットルにまで急増し、年末商戦でも、デパートの地元産品の代表格として並ぶほどとなった。
1990年（平成2年）春に、鷹栖町内で着工した本田技研工業のテストコース誘致合戦で、本田技研が鷹栖進出を決定したことも、オオカミの桃によるものであった。本田側は「この奇抜なネーミングこそ、わが社の発想と通じる」と説明した。翌1991年には、前年に生産した40万リットルが、この年の7月で売り切れるほどのの人気を示した。1992年（平成4年）には、販売額は2億円に達した。
1994年（平成6年）、上川管内鷹栖町農業技術センター「たかすブランド特産品」開発チームが、オオカミの桃を北海道の一村一品運動の代表に成長させたとして、北海道新聞社から社会文化、科学技術、産業経済の各分野で北海道の発展に大きな役割を果たした人々や団体に贈られる北海道新聞文化賞を受賞した。同1994年の販売は年間40万本に達し、その内の40%が北海道外への出荷であった。
2013年（平成26年）には、鷹栖町内の風景や建物を描いた絵はがき「たかす北の詩季」の絵柄にも採用された。2017（平成28年）年には、北海道産品のアンテナショップであるどさんこプラザで、非アルコール飲料部門で無塩タイプが売上1位、有塩タイプが2位を記録した。
北海道外の業者や、プロのスポーツ選手からの注文もあり、食通の間での味の評価も高い。札幌のきたキッチンや、北海道外では東京の浅草で2015年末に開業した商業施設「まるごとにっぽん」に鷹栖町が出店したアンテナショップでも、人気を博している。東京では高級ホテルのメニューにも使われることもある。「北海道におけるトマト加工の先駆的役割」「経済的効果をうみだす一村一品の代表例」「北海道の一村一品運動の傑作」「一村一品の優等生」との声もある。
加工場では約30人の主婦がパートで働いているために、地元での雇用の場が確保されるという効果もある。さらにオオカミの桃の人気は、「健康づくりの町」として鷹栖町のイメージ向上にもつながり、鷹栖町の知名度が日本全国的に向上する効果も得られている。
ファッションデザイナーの石津謙介は、野菜が嫌いであり、トマトジュースにも反感を抱いていたものの、人からの勧めでオオカミの桃を飲んだところ、それまでのものとは全く別物に感じられ、「今ではこれがないと朝が始まらない」と語っていた。歌手の谷村有美も同様に、以前はトマトジュースが苦手だったが、北海道でラジオのDJを務めていた時期に視聴者から教わってオオカミの桃を飲んだところ、それまでのトマトジュースに対するイメージが一変し、トマトジュースが飲めるようになったという。作家の石川英輔は、新聞記事で見つけて取り寄せたところ、妻と妻の母が気に入って、生前には毎朝飲んでいたという。料理研究家の高木ゑみも自著で、料理の素材としてオオカミの桃を推奨している。

## バリエーション

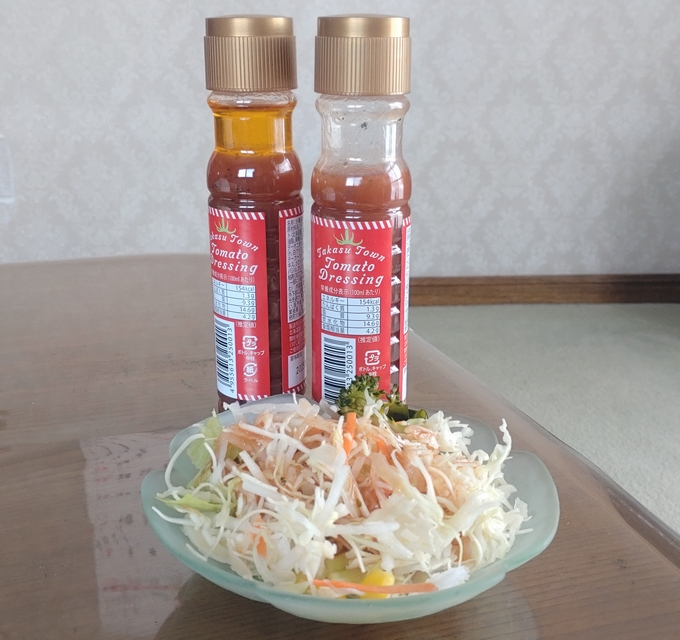
オオカミの桃をもとにしたトマトドレッシング

オオカミの桃と同じブランドの書品として、1991年（平成3年）、「オオカミの桃」の名称のトマトジャムが新発売された。トマトジュースと同じく、鷹栖町特産のトマトを材料に使用したもので、鷹栖町農業振興公社がジュースの人気ぶりからジャムに着目して開発したものである。
2021年（令和3年）には、オオカミの桃を使用したリキュール「リコピナージュ」が発売された。先述のようなトマトの生産量の減少から、鷹栖町と農業分野など包括連携協定を結んでいる旭川工業高等専門学校の准教授・阿部敬一郎による「トマトジュースを使ったリキュールなら、トマトの実をリキュールに漬け込むより少ない原料トマトで作れる」との進言によって、同校との共同で開発されたものである。リコピンによる薄ピンク色、トマトの酸味と香気が特徴である。
2023年（令和5年）には、前年に旭川市内の日本醤油工業からドレッシング開発を依頼されていたことで、鷹栖町農業振興公社により、オオカミの桃を原料に用いたドレッシングが発売された。

## コラボレーション
北海道の男子プロバレーボールチームであるヴォレアス北海道を運営する一般社団法人北海道バレーボールクラブは、2017年（平成29年）6月に鷹栖町と連携協定を締結した。これはヴォレアス側からの提案であり、鷹栖の特産品がオオカミの桃であること、ヴォレアスのシンボルがかつて北海道の大地を群れで疾走したエゾオオカミであることが接点となった。
鷹栖町はヴォレアスに対して、鷹栖町総合体育館を週2回、無料で提供している。一方でヴォレアス側は、鷹栖町内の小中学生への指導を行っており、加えてオオカミの桃を鷹栖町の特産品として、チームや選手の会員制交流サイトやSNSでPRを行っている。